# بيت مريط (الحيمة الداخلية)

تعديل مصدري - تعديل

بيت مريط هي إحدى قرى عزلة الأحبوب بمديرية الحيمة الداخلية التابعة لمحافظة صنعاء، بلغ تعداد سكانها 223 نسمة حسب تعداد اليمن لعام 2004.